# Joaquín Clerch
Joaquín Clerch (n. 1965, Habana, Cuba) es un destacado concertista de guitarra clásica y compositor cubano. 

## Formación académica
Joaquín Clerch comenzó a estudiar guitarra con la profesora Leopoldina Núñez en La Habana. Posteriormente pasó a la Escuela Nacional de Arte y más tarde al Instituto Superior de Arte (La Habana). Sus profesores de guitarra fueron Marta Cuervo, Antonio A. Rodríguez Delgado, Rey Guerra, Isaac Nicola, Costas Cotsiolis y Leo Brouwer; y con Carlos Fariñas estudió composición musical.
En 1990 viajó a Salzburgo con una beca del Mozarteum, donde estudió guitarra con Eliot Fisk, música antigua con Nikolaus Harnoncourt y Anthony Spiri, así como música contemporánea con Oswald Salaberger. Completó sus estudios con los mayores honores en 1991, recibiendo el Premio del Ministerio de Cultura Austriaco destinado a los estudiantes más destacados. 
Clerch recibió un ECHO Klassik en 2009, junto a Anette Maiburg y Pancho Amat por su disco "Classica Cubana".

## Guitarrista
Joaquín Clerch ha ofrecido conciertos en París, Tokio, Múnich, Frankfurt, Bruselas, Atenas, Toronto, La Habana, Río de Janeiro, Bogotá, Belgrado, Estambul, Salzburgo, y otras ciudades; también se ha presentado con importantes orquestas, tales como la  
Orquesta Sinfónica de la Radio de Baviera, Orquesta Filarmónica de Stuttgart, Orquesta Filarmónica de Bogotá, Orquesta Filarmónica Eslovaca, Orquesta Sinfónica Nacional de Cuba, Orquesta del Mozarteum de Salzburgo, Orquesta Nacional de España o la Orquesta del Capitolio de Toulouse. 
Clerch realizó la grabación de dos conciertos dedicados a él; el Concierto de La Habana (1998) de Leo Brouwer y el Concierto para guitarra y orquesta (1996) de Carlos Fariñas, con la Orquesta Filarmónica de Gran Canaria, bajo la dirección de Adrian Leaper.
Joaquín Clerch reside actualmente en Düsseldorf, Alemania, donde funge como profesor de guitarra en la Robert-Schumann-Hochschule Düsseldorf (Universidad Robert Schumann de Düsseldorf ). Eliot Fisk ha descrito a Joaquín Clerch como el guitarrista más destacado de su generación a nivel mundial.

## Compositor
La composición de Joaquín Clerch titulada "Yemayá" recibió el Primer Premio en el Concurso Nacional de Composición de La Habana, y en el Concurso de Guitarra internacional de Toronto, ambos en 1987.